# Libri Quattuor Sententiarum
Libri Quattuor Sententiarum és un tractat de teologia escrit per Pere Llombard en el segle xii. És una recopilació sistemàtica de teologia, escrita prop de l'any 1150; el seu nom deriva de les sententiae o declaracions autoritzades sobre passatges bíblics que es van reunir en un sol treball. Va ser l'obra principal de la teologia catàlica fins al segle xvi.

## Origen i característiques
Els Libri Quattuor Sententiarum van tenir el seu precursor en les glosses -explicació o interpretació d'un text bíblic- dels mestres que estaven fent classes utilitzant la traducció llatina de la Biblia realitzada a principis del segle IV per sant Jeroni d'Estridó la Vulgata. Aquestes glosses o notes, tanmateix, no eren contínues, es van col·locar entre línies o a la vora del propi text bíblic. Aquesta col·lecció de Pere Llombard és la més clara i ordenada de totes les que han sobreviscut. Així va ser com es va imposar ràpidament com un tractat i una de les bases de l'escolàstica i teològica d'aquell temps. Probablement entre 1223 i 1227, Alexandre de Hales va agrupar els nombrosos capítols dels quatre llibres en un nombre] més petit de «distincions». Així, el llibre va ser àmpliament adoptat com a llibre de text teològic en l'Alta i Baixa Edat Mitjana (segles XIII, XIV i XV). Un comentari sobre les Sentències es requeria de tots els mestres de la teologia, i va ser part del sistema d'exàmens. Al final d'una conferència sobre l'obra de Lombard, un estudiant podia sol·licitar la condició de llicenciatura en teologia. Va ser substituït al segle xvi, dintre del cicle d'estudis universitaris per la Summa Teològica de Sant Tomàs d'Aquino.
Consta de quatre llibres i 182 frases. El primer llibre (48 frases o sentències) s'ocupa de la Divinitat —Trinitat, previ coneixement, la providència, l'omnipotència. El segon (44 frases) de la Creació —la matèria, la creació en sis dies, l'home, el pecat, la gràcia. El tercer (40 frases) s'ocupa de l'Encarnació i de la Redempció —virtuts teologals, les lleis morals i civils, manaments, l'encarnació, redempció i la naturalesa de Crist. El quart (50 frases) tracta dels Sagraments i del final —la resurrecció i la joia futura. Així s'estableix el pla d'estudis teològics en el renaixement i encara per més tard.
Contràriament a l'opinió general, el llibre de Lombard és més que una compilació dels Pares de l'Església. Tractant d'endreçar després d'altres, la doctrina cristiana sobre la base d'un gran nombre d'autoritats —la Bíblia, Agustí d'Hipona, Ambròs de Milà i Hilari de Poitiers són els citats amb una major freqüència. Joan Damascè és citat per primera vegada en una obra en llatí—, Lombard va utilitzar el mètode de les distincions per exposar-lo sota la forma d'articles dividits i subdividits com a dogma. En fer-lo proporciona solucions intel·ligents, d'acord amb la tradició i els decrets dels Concilis i es converteixen en qüestions canòniques que encara van ser controvertides en el moment.
La importància els Libri Quattuor Sententiarum en la teologia i la filosofia medieval radica sobre manera en el marc general que presten a la discussió teològica i filosòfica. Tots els grans pensadors escolàstics, com Aquino, Occam, Bonaventura, i Escot, van escriure comentaris sobre Libri Quattuor Sententiarum. Però aquestes obres no eren exactament comentaris, realment van ser una compilació de les fonts, Peter Lombard va deixar moltes preguntes obertes, donant als estudiosos posteriors l'oportunitat de proporcionar les seves pròpies respostes.